# Paul Koeßler
Paul Felician Carl Koeßler (* 19. Juni 1896 in Ingolstadt; † 15. Juli 1987 in Inzell) war ein deutscher Maschinenbauer, Fahrzeugtechniker und Hochschullehrer.

## Leben
Koeßler studierte Maschinenbau an der Technischen Hochschule München. Von 1924 bis 1934 arbeitete er bei der Deutschen Reichsbahn. Während dieser Zeit promovierte er in München (1930). Nach seiner Habilitation 1934 wurde er ordentlicher Professor für Dampfkessel, Kolbenmaschinen und Eisenbahnmaschinen an der Technischen Hochschule Braunschweig. Ebenda begründete er 1940 das spätere Institut für Fahrzeugtechnik. Von 1950 bis 1952 war er Rektor der TH Braunschweig. Seine Tätigkeitsfelder erstreckten sich auf die Bereiche Bremstechnik, Fahrzeugstabilität und Fahrsicherheit. Nach Ende des Zweiten Weltkriegs wurde er von der amerikanischen Militärregierung als Bürgermeister von Klein Rhüden eingesetzt. Später war er Stadtverordneter und Ratsherr der Stadt Braunschweig. Koeßler war Mitglied des Vereins Deutscher Ingenieure (VDI) und erster Vorsitzender der im Jahr 1955 gegründeten VDI-Hauptgruppe „Mensch und Technik“.

## Ehrungen
- 1944: Ordentliches Mitglied der Braunschweigischen Wissenschaftlichen Gesellschaft
- 1950: Karmarsch-Denkmünze
- 1964: Großes Verdienstkreuz der Bundesrepublik Deutschland
- 1964: Ehrenmitgliedschaft des Vereins Deutscher Ingenieure[4]

## Schriften (Auswahl)
- Über Messungen der Flammenstrahlung in Dampfkesselfeuerungen. (= Dissertation, Universität München) Franz, München 1930, OCLC 251121060.
- mit A. W. Hußmann: Technische Grundlagen zur Reform der Kraftfahrzeugsteuer: Gutachten erstattet dem Bundesverkehrsministerium. (= Schriftenreihe des Bundesministers für Verkehr. 31) Kirschbaum Verlag, Bad Godesberg 1967, OCLC 179753221.
- Fahrzeugtechnik. Rowohlt, Reinbek bei Hamburg 1971, 4 Bände, OCLC 633578299.
- mit Horst Braun: Geschichte des Instituts für Fahrzeugtechnik der Technischen Universität Carolo-Wilhelmina zu Braunschweig : von den Anfängen bis zum Jahre 1966. Braunschweig Technische Universität, Braunschweig 1992, OCLC 257447936.